# Швырёв, Юрий Афанасьевич
Юрий Афанасьевич Швырёв (13 мая 1932, Новошахтинск, Ростовская область — 30 декабря 2013) — советский и российский кинорежиссёр и сценарист. Заслуженный деятель искусств РФ (2000 год). Член КПСС с 1964 года.

## Биография
Родился в 1932 году в городе Новошахтинске Ростовской области. После окончания средней школы уехал в Ленинград, где в 1957 году окончил архитектурный факультет Ленинградского инженерно-строительного института. Работал конструктором и монтажёром декораций на киностудии «Ленфильм». Увлёкшись процессом создания фильмов, поступил на режиссёрский факультет ВГИКа (мастерская Сергея Герасимова и Тамары Макаровой). В 1965 году завершил обучение и начал работать на киностудии им. М. Горького.
Дебютом стала военная драма «Первый снег» (совместно с Борисом Григорьевым) об участниках Великой Отечественной войны — воспитанниках Московского института философии, литературы и истории. Второй работой стала экранизация одноимённой повести В. Маканина «Прямая линия». А третьим — масштабная историческая драма о Первой Камчатской экспедиции командора Витуса Беринга «Баллада о Беринге и его друзьях». При этом решение доверить съёмки дорогой исторической картины молодому режиссёру было связано для студии с определёнными финансовыми рисками. В последующие годы принимал участие в создании ещё около 10 художественных и документальных кинофильмов как режиссёр и/или автор сценария. Сам режиссёр в одном из поздних интервью так рассказывал о своих отношениях с Госкино: 

Я всю жизнь варился в «тоталитарном соку», мне часто приходилось отправляться в ГЛАВК, и в общем-то там со мной разговаривали. Хотя я не очень много сделал картин и не всегда скрывал свои мысли, меня, может быть, ненавидели, может быть, зажимали, но разговаривали как с человеком.
Автор научных работ и переводов по философии (космогония, метафизика, хронотопы и коды древних культур). Широко известна его работа «Три флейты Евразии. Лао-Цзы, Конфуций, Ян Сюн».
Умер 30 декабря 2013 года. Прах захоронен на Донском кладбище.

## Фильмография
| Год  |     | Русское название                                | Оригинальное название | Роль                                                                              |
| ---- | --- | ----------------------------------------------- | --------------------- | --------------------------------------------------------------------------------- |
| 1964 | ф   | Первый снег                                     | -                     | режиссёр, совместно с Б. Григорьевым                                              |
| 1967 | ф   | Прямая линия                                    | -                     | режиссёр                                                                          |
| 1970 | ф   | Баллада о Беринге и его друзьях                 | -                     | режиссёр, сценарист                                                               |
| 1974 | док | История киностудии им. Горького                 | -                     | режиссёр, совместно с М. Волоцким                                                 |
| 1976 | ф   | Огненное детство                                | -                     | режиссёр                                                                          |
| 1978 | ф   | Мятежная баррикада                              | -                     | режиссёр                                                                          |
| 1984 | док | Я научу вас мечтать...                          | -                     | режиссёр, совместно с Г. Чухраем, сценарист, совместно с Г. Чухраем и М. Волоцким |
| 1987 | ф   | Приход Луны                                     | -                     | режиссёр                                                                          |
| 1991 | ф   | Иван Фёдоров (Откровение Иоанна Первопечатника) | -                     | режиссёр, совместно с Ю. Сорокиным                                                |
| 1992 | док | Помолитесь обо мне                              | -                     | режиссёр, сценарист                                                               |